# آنسرما (کالداس)
آنسرما (کالداس) (به اسپانیایی: Anserma, Caldas) یک سکونتگاه مسکونی در کلمبیا است که در بخش کالداس واقع شده‌است.